# Président de la République arabe syrienne
Le président de la République arabe syrienne (en arabe : رئيس الجمهورية العربية السورية) est le chef d'État de la Syrie. Il est élu au suffrage universel direct pour un septennat renouvelable une fois (de jure). Il réside au palais présidentiel de Damas.
La fonction est créée en 1946, au moment de l'indépendance du pays, sous le nom de président de la République syrienne ; son premier titulaire est Choukri al-Kouatli. Le poste est recréé le 29 septembre 1961, remplaçant l'équivalent du régime précédent, la République arabe unie, et son premier titulaire est Maamoun al-Kouzbari. 
Ahmed al-Charaa occupe la fonction de président par intérim depuis le 29 janvier 2025, durant la prériode de transition entamée après le renversement du président Bachar el-Assad à l'issue de la guerre civile syrienne.

## Système électoral
Durant la république arabe syrienne le président de la République était élu au scrutin uninominal majoritaire à deux tours pour un mandat de sept ans renouvelable une seule fois. Est élu le candidat qui réunissait au premier tour la majorité absolue du total des suffrages — y compris les votes blancs et nuls. À défaut, les deux candidats arrivés en tête s'affrontaient lors d'un second tour organisé deux semaines plus tard, et celui réunissant le plus de suffrages est déclaré élu,.
Seuls peuvent se présenter les candidats ayant le soutien d'au moins 35 des 250 députés de l'Assemblée du peuple. Tout candidat devait également être de religion musulmane, être né de nationalité syrienne de parents eux-mêmes syriens de naissance, ne pas avoir d'autres nationalité, être âgé d'au moins quarante ans, avoir vécu au moins dix ans en Syrie, et ne pas être marié à un étranger,.

### Pratique
Dans les faits, les élections et la fonction présidentielles syriennes ne sont pas pluralistes, les candidatures et partis politiques n'étant pas libres, le mandat est renouvelable indéfiniment, les votes contraints et la constitution ayant été modifiée à la mort d'Hafez el-Assad pour permettre la transmission de la fonction à son fils Bachar el-Assad, ancien président, dictateur à l'instar de son père,,,,,.